# Блок 27 (1. сезона)
Прва сезона криминалистичко-драмске телевизијске серије Блок 27 емитује се од 19. фебруара 2022. године на Суперстар ТВ. Прва сезона се састоји од 6 епизода.

## Епизоде
| Бр. еп. (укупно) | Бр. еп. (у сезони) | Наслов | Редитељ         | Сценариста      | Премијера         |
| --- | ------------------ | ------ | --------------- | --------------- | ----------------- |
| 1 | 1                  |        | Момир Милошевић | Иван Кнежевић   | 19. фебруар 2022. |
| Једне ноћи, тинејџер Растко мистериозно нестаје у новобеоградском блоку у којем живи. Док Расткови родитељи не брину јер мисле да је дечак у школи или на тренингу, његова сестра близнакиња, Милица која има осећај да нешто није у реду креће у потрагу за њим. Придружују јој се другови Богдан и Дарко, који се раније дружио са Растком. Милица, Богдан и Дарко долазе до разних али збуњујућих открића који само додатно компликују ствари. У међувремену, полиција открива да се Растку губи сваки траг у згради у којој живи.                         |                    |        |                 |                 |                   |
| 2 | 2                  |        | Момир Милошевић | Борис Гргуровић | 20. фебруар 2022. |
| Полицијска истрага је спора и каска за истрагом коју спроводе Милица, Богдан и Дарко. Милица и њени другари се воде необичним открићима, предметима које су пронашли када су кришом упали у стан локалног чудака Милутина. Милутин је код себе имао и патике које је Растко носио у ноћи нестанка. Дарко се не сналази најбоље у криминалном миљеу. Милица и Богдан настављају своју истрагу, а чудна дешавања у новобеоградским блоковима подсећају инспекторку Соњу на низ мистериозних, никада разјашњених нестанака деце.                                 |                    |        |                 |                 |                   |
| 3 | 3                  |        | Милица Томовић  | Љубица Луковић  | 26. фебруар 2022. |
| Милица се присећа детаља из детињства кад је Растко ушао у окно лифта како би спасао њену омиљену играчку. Тело које је нађено је тело дечака несталог пре много година. То није Растко. Расткова породица је под притиском. Богдан и Дарко такође имају своје породичне приче и проблеме. Инспекторка Соња је посвећена истрази и полако почиње да увиђа натприродне елементе који карактеришу случај Растковог нестанка. Дарко има проблеме, остаје без дроге коју је требало да прода. Одлазак на журку за тинејџере отвара увид у потпуно нову димензију. |                    |        |                 |                 |                   |
| 4 | 4                  |        | Милица Томовић  | Љубица Луковић  | 27. фебруар 2022. |
| Богдан разговара са својим дедом који је био главни грађевинац током изградње новобеоградских блокова. Богдан овде дозна више него што се чини на први поглед - у његовим причама се помиње Блок 27. Милица и инспекторка Соња удружују снаге и заједно крећу у потрагу за Растком. Проналазе макету Блока 27 и долазе до сазнања о људима који су учествовали у његовој изградњи. |                    |        |                 |                 |                   |
| 5 | 5                  |        | Милица Томовић  | Бобан Јевтић    | 5. март 2022.     |
| Тајна Блока 27 открива се у причи актера који су учествовали у градњи током шездесетих година прошлог века. Прича нас враћа у касне шездесете године и атмосферу у којој се градио читав један нови град - Нови Београд. Истина је остала закопана дубоко испод површине никада изграђеног блока. У садашњости, Дарко ненадано проналази свој улаз у Блок 27. |                    |        |                 |                 |                   |
| 6 | 6                  |        | Момир Милошевић | TBA             | 6. март 2022.     |
| Знајући да је Блок 27 само још једна димензија стварности створена због трагичних догађаја који су се одиграли касних шездесетих година прошлог века, Соња улази у Блок 27 како би покушала да спасе Растка. Милица и Богдан проналазе алтернативни начин да уђу у Блок 27. Коначан расплет је на помолу. Да ли Растко може бити спашен? |                    |        |                 |                 |                   |